# Волонтирівський район
Волонтирівський район — адміністративно-територіальна одиниця Молдавської РСР, що існувала з 11 листопада 1940 до 9 січня 1956 року.

## Історія
Первісно Волонтирівська волость (неофіційна назва з 7.08.1940; 
волосна претура (1938–1940), пласа (до 1938) — пласа Волонтир) в складі жудеця Четатя-Албе відійшла до Аккерманської області УРСР.

З 4.11.1940 волость ліквідовано (точніше волосний виконком), частина території волості передана до складу МРСР.
Як і більшість районів Молдавської РСР, утворений 11 листопада 1940 року, центр — село Волінтір. До 16 жовтня 1949 року перебував у складі Бендерського повіту, після скасування повітового поділу перейшов у безпосереднє республіканське підпорядкування.
З 31 січня 1952 року і до 15 червня 1953 року район входив до складу Тираспольської округи, після скасування окружного поділу знову перейшов у безпосереднє республіканське підпорядкування.
24 лютого 1956 року Волонтирівський район був ліквідований, його територія передана до складу Каушанського району. Пізніше практично вся територія колишнього Волонтирівського району стала частиною нового Суворовського району.

## Адміністративний поділ
Станом на 1 січня 1955 року Волонтирівський район складався з 8 сільрад: Брезойської, Волонтирівської, Копчацької, Нижнємарьянівської, Саїцької, Семенівської, Степановської та Стурдзенської.